# Bert Swart (politicus)
Lubbertus Kornelis (Bert) Swart (Groningen, 26 april 1956 – aldaar, 29 juni 2017) was een Nederlands politicus van het CDA.

## Biografie
Naast de Bestuursacademie Groningen heeft hij ook opleidingen gevolgd op juridisch en financieel terrein. Daarna begon in 1977 zijn ambtelijke carrière waarbij hij op provinciaal en gemeentelijk niveau (onder andere Groningen en Ezinge) verschillende (beleids)functies had. In 1998 werd hij deeltijdwethouder in Winsum in welke gemeente hij sinds 2002 ook locoburgemeester was. Daarnaast was hij hoofd publiekszaken van de gemeente Haren.
In de zomer van 2004 werd Swart benoemd tot burgemeester van de Friese gemeente Schiermonnikoog als opvolger van zijn partijgenoot Bertus Fennema die burgemeester van Zuidhorn werd. In 2011 volgde zijn benoeming tot burgemeester van Zuidhorn waarbij hij wederom Bertus Fennema opvolgde. Na de benoeming van Swart in Zuidhorn werd Martin Zijlstra de waarnemend burgemeester van Schiermonnikoog.
In maart 2017 droeg de gemeenteraad van Midden-Drenthe Swart voor om daar burgemeester te worden. De beëdiging stond gepland op 3 juli 2017 maar vanwege gezondheidsproblemen zag Swart af van zijn nieuwe functie. Op 9 juni 2017 legde Swart, omdat een hersentumor bij hem was vastgesteld, in de gemeente Zuidhorn zijn taken neer. Hij overleed op 29 juni 2017 op 61-jarige leeftijd.

## Vernoeming
Op 25 april 2018 werd door de weduwe en zoon van Swart een kunstwerk onthuld naast de nieuwe spoorbrug bij Zuidhorn, die op deze dag de officiële naam Bert Swartbrug heeft gekregen.